# Deir Qanun En Nahr
Deir Qanun En Nahr (àrab: دير قانون النهر) és un municipi del sud del Líban. Està situat al districte de Tir, dins la Governació del Líban-Sud.

## Nom
Segons E. H. Palmer el 1881, Deir Kânûn volia dir "el convent de la regla".

## Història
A principis de la dècada de 1860, l'historiador francès Ernest Renan hi va trobar un sarcòfag decorat.
El 1875, l'arqueòleg Victor Guérin va observar que el poble estava habitat per 400 Metualis (xiïtes libanesos). A més, va assenyalar: "Aquí vaig veure una antiga conca tallada a la roca, moltes pedres tallades construïdes en cases particulars o que formaven el tancament de jardins i cisternes, i, a la superfície d'un bloc estirat a terra, figures tallades, per el nombre de cinc, cadascuna en un marc diferent, per desgràcia estan molt mutilades pel temps i l'ús rude. La més ben conservada té el cap coronat per l'alt tocat egipci conegut amb el nom de pschent, i sosté en una mà una mena pal corvat".
El 1881, l'Enquesta de Palestina Occidental del Fons per a l'Exploració de Palestina va descriure la localitat: "Un poble, construït amb pedra, situat al cim d'un turó, envoltat de jardins, figueres, oliveres i terres cultivables, que conté uns 250 Metawileh; subministrament d'aigua de fonts, continedors i cisternes".
El 14 de juny de 2024, i en el marc de la guerra Israel-Gaza, un atac aeri israelià contra una casa de tres pisos situada als voltants de la localitat, va destruir completament l'habitatge, va danyar els edificis propers i va matar dues dones, entre elles una metgessa, i vint persones més van resultar ferides. Entre els ferits hi havia nens i nadons, i tots van ser traslladats a hospitals de Sour per rebre tractament.